# Seznam protestantských hřbitovů v Česku

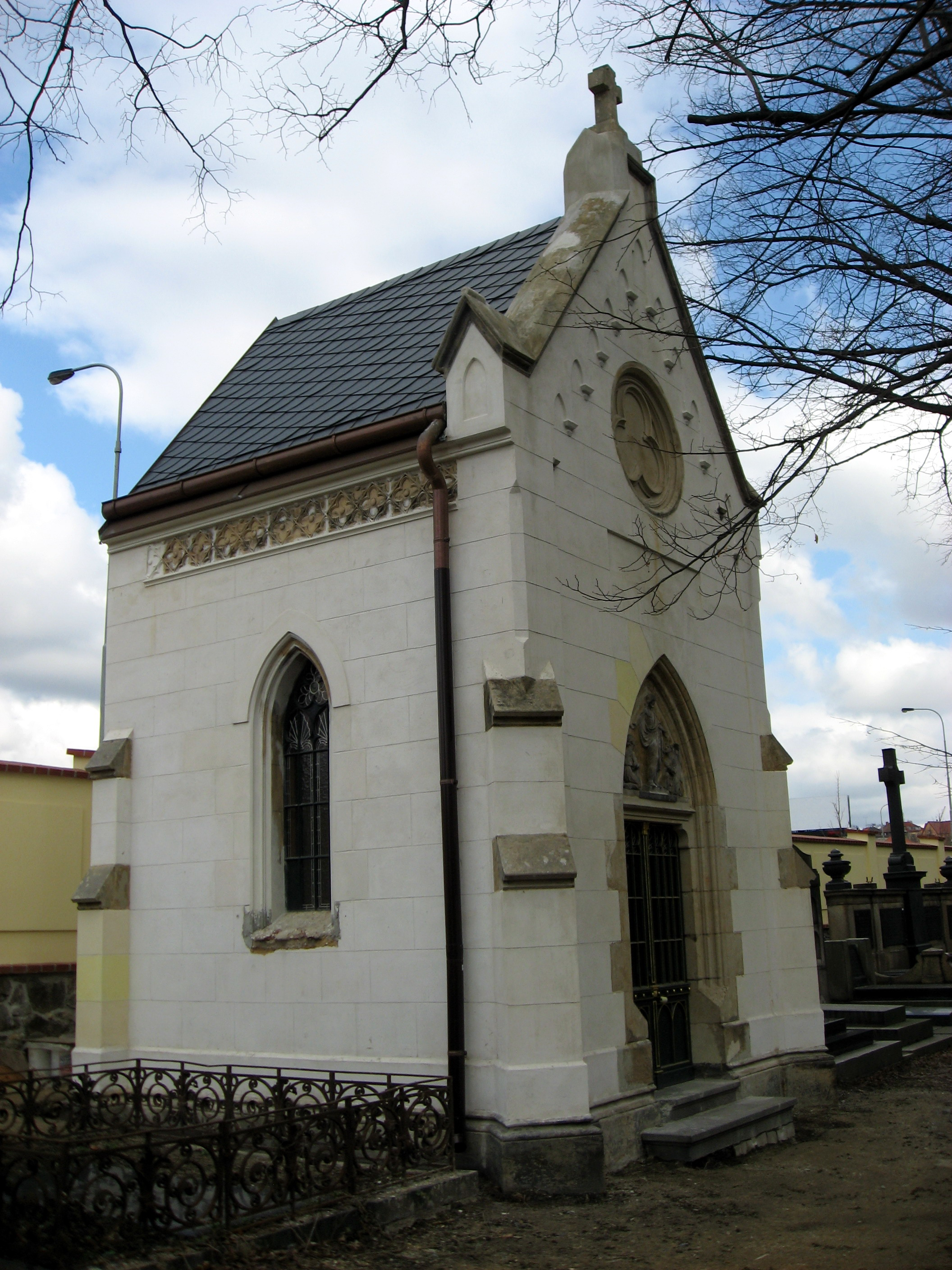
Evangelický hřbitov ve Strašnicích

Toto je seznam protestantských hřbitovů v Česku doplněný o hřbitovy, které se v hranicích Čech, Moravy a Slezska nacházely před rokem 1918. Jsou zde uvedeny hřbitovy otevřené, změněné na obecní, zrušené i zaniklé. Od konce 18. století vzniklo celkem 244 hřbitovů. Hřbitovy jsou řazeny podle názvu obce (či její části). Seznam není úplný.

## Historie
Kanonickoprávní předpisy zapovídaly pohřbívání nekatolíků na posvěcené hřbitovy, proto církve protestantské (luteráni – evangelíci augsburské konfese, a kalvinisté – reformovaní a evangelíci helvetské konfese) zakládaly vlastní hřbitovy. Od sedmdesátých let 19. století vznikaly první obecní hřbitovy, které nebyly vysvěceny římskokatolickou církví a mohly proto sloužit pro pohřby všech vyznání. Na tyto byly přeměněny i některé hřbitovy protestantské.
Před rokem 1918 bylo v českých zemích 96 luteránských a 131 reformovaných hřbitovů. Ty si rozdělily nástupnické církve. Českobratrské církvi evangelické připadlo 171 hřbitovů (v meziválečném období zřídila nových 10), Německé evangelické církvi připadlo 37 hřbitovů a Evangelické církvi ve východním Slezsku (Slezské církvi evangelické a. v.) 19 hřbitovů (v meziválečném období založila 1 nový hřbitov). Německá evangelická církev byla po druhé světové válce zrušena a 12 hřbitovů připadlo Českobratrské církví evangelické a 4 Slezské církvi evangelické. Devět hřbitovů neznámého data založení bylo v majetku Slezské církve evangelické a. v.
Část konfesionálních hřbitovů během 2. poloviny 20. století změnila vlastníka (stala se obecním hřbitovem) nebo byla zrušena. Českobratrské církvi evangelické ubylo 68 hřbitovů, Slezská církev evangelická a. v. neztratila žádný. Ne všechny původní hřbitovy jsou využívány, důlní činnost způsobila u některých špatný fyzický stav (například zanikajícímu hřbitovu v Karviné-Dolech).

## Seznam podle krajů

### Jihočeský
- Evangelický hřbitov v Nahořanech
- Evangelický hřbitov ve Strmilově
- Evangelický hřbitov ve Valtínově
- Evangelický hřbitov ve Velké Lhotě u Dačic
- Evangelický hřbitov v Zahrádkách

### Jihomoravský kraj
- Evangelický hřbitov v Borkovanech, dnes součást obecního hřbitova
- Evangelický hřbitov v Bošovicích, dnes součást obecního hřbitova
- Evangelický hřbitov v Dambořicích
- Evangelický hřbitov v Dolním Smržově
- Evangelický hřbitov v Heršpicích
- Evangelický hřbitov v Horním Smržově
- Evangelický hřbitov v Hrubé Vrbce
- Evangelický hřbitov v Javorníku nad Veličkou
- Evangelický hřbitov v Miroslavi
- Evangelický hřbitov v Násedlovicích
- Evangelický hřbitov v Nosislavi
- Evangelický hřbitov v Olešnici na Moravě
- Evangelický hřbitov v Újezdu u Brna (v Rychmanově)
- Evangelický hřbitov ve Vanovicích
- Evangelický hřbitov ve Velkých Hostěrádkách
- Evangelický hřbitov v Žatčanech

### Karlovarský kraj
- Evangelický hřbitov v Aši – zaniklý
- Evangelický hřbitov v Hranicích
- Evangelický hřbitov v Jindřichovicích
- Evangelický hřbitov v Karlových Varech

### Královéhradecký kraj
- Evangelický hřbitov v Bělči nad Orlicí
- Evangelický hřbitov v Bohuslavicích nad Metují
- Evangelický hřbitov v Bolkově (obec Rudník)
- Evangelický hřbitov v Českém Meziříčí
- Evangelický hřbitov v Černilově
- Evangelický hřbitov v Hronově
- Evangelický hřbitov v Jezbinách (Jaroměř)
- Evangelický hřbitov v Klášteře nad Dědinou
- Evangelický hřbitov v Křivicích
- Evangelický hřbitov v Machově
- Evangelický hřbitov v Mokrém
- Evangelický hřbitov v Nepasicích (založeny dva, jeden zanikl během komunismu)
- Evangelický hřbitov v Prostředním Lánově
- Evangelický hřbitov v Rokytníku
- Evangelický hřbitov v Semonicích
- Evangelický hřbitov ve Svinarech
- Evangelický hřbitov v Šonově
- Evangelický hřbitov v Tisu
- Evangelický hřbitov v Trnově
- Evangelický hřbitov v Třebechovicích pod Orebem

### Liberecký kraj
- Evangelický hřbitov v Horních Štěpanicích
- Evangelický hřbitov v Jilemnici
- Evangelický hřbitov v Křížlicích
- Evangelický hřbitov v Libštátu
- Evangelický hřbitov v Libštátu na Hořením Konci
- Evangelický hřbitov v Mříčné
- Evangelický hřbitov ve Spálově
- Evangelický hřbitov v Tesařově (obec Kořenov)
- Evangelický hřbitov ve Valteřicích

### Moravskoslezský kraj
- Evangelický hřbitov v Albrechticích (u Českého Těšína)
- Evangelický hřbitov v Bludovicích, Frýdecká ulice
- Evangelický hřbitov v Bludovicích, Selská ulice
- Evangelický hřbitov v Bordovicích
- Evangelický hřbitov v Bystřici nad Olší
- Evangelický hřbitov v České Vsi (Město Albrechtice)
- Evangelický hřbitov v Dlouhé Vsi (obec Holčovice)
- Evangelický hřbitov v Dolních Domaslavicích
- Evangelický hřbitov v Dolním Žukově
- Evangelický hřbitov ve Dvorcích (u Bruntálu)
- Evangelický hřbitov v Gutech
- Evangelický hřbitov v Hlučíně (zrušený)
- Evangelický hřbitov v Hnojníku
- Evangelický hřbitov v Hodslavicích
- Evangelický hřbitov v Horních Bludovicích
- Evangelický hřbitov v Horní Líštné
- Evangelický hřbitov v Horní Suché
- Evangelický hřbitov v Horním Žukově
- Evangelický hřbitov v Hradišti (obec Těrlicko)
- Evangelický hřbitov v Hrádku
- Evangelický hřbitov v Chotěbuzi
- Evangelický hřbitov v Karlovicích
- Evangelický hřbitov na Karpentné
- Evangelický hřbitov v Karviné
- Evangelický hřbitov v Komorní Lhotce
- Evangelický hřbitov v Konské
- Evangelický hřbitov v Koňákově
- Evangelický hřbitov v Košařiskách
- Evangelický hřbitov v Krasově
- Evangelický hřbitov v Křišťanovicích
- Evangelický hřbitov v Lískovci (město Frýdek-Místek)
- Evangelický hřbitov v Lubně
- Evangelický hřbitov v Lyžbicích
- Evangelický hřbitov v Mořkově
- Evangelický hřbitov v Mistřovicích
- Evangelický hřbitov v Michálkovicích (město Ostrava)
- Evangelický hřbitov v Moravské Ostravě (město Ostrava, zrušený)
- Evangelický hřbitov v Návsí
- Evangelický hřbitov v Neborech
- Evangelický hřbitov v Nýdku
- Evangelický hřbitov v Oldřichovicích (město Třinec)
- Evangelický hřbitov v Orlové (zrušený)
- Evangelický hřbitov v Ostravě
- Evangelický hřbitov v Prostřední Suché
- Evangelický hřbitov v Ropici
- Evangelický hřbitov v Řece
- Evangelický hřbitov ve Smilovicích
- Evangelický hřbitov ve Starých Hamrech (obec Ostravice)
- Evangelický hřbitov ve Stonavě
- Evangelický hřbitov ve Stříteži
- Evangelický hřbitov v Sudicích
- Evangelický hřbitov v Suchdole nad Odrou
- Evangelický hřbitov v Šenově
- Evangelický hřbitov ve Štramberku
- Evangelický hřbitov v Těrlicku
- Evangelický hřbitov v Třanovicích
- Evangelický hřbitov ve Vendryni
- Evangelický hřbitov ve Zpupné Lhotě (obec Chotěbuz)
- Evangelický hřbitov v Životicích (město Havířov)

### Olomoucký kraj
- Evangelický hřbitov v Petrově nad Desnou
- Evangelický hřbitov ve Svébohově

### Pardubický kraj
- Evangelický hřbitov v Borové (okres Svitavy)
- Evangelický hřbitov v Bousově
- Evangelický hřbitov v Březinách
- Evangelický hřbitov v Bučině (okres Ústí nad Orlicí)
- Evangelický hřbitov v Budislavi
- Evangelický hřbitov v Bukovce
- Evangelický hřbitov v Čenkovicích – zaniklý
- Evangelický hřbitov v České Rybné
- Evangelický hřbitov v Českých Heřmanicích
- Evangelický hřbitov ve Dvakačovicích
- Evangelický hřbitov ve Džbánově
- Evangelický hřbitov ve Františkách (obec Krouna)
- Evangelický hřbitov v Holetíně
- Evangelický hřbitov v Horní Čermné
- Evangelický hřbitov v Hradišti
- Evangelický hřbitov v Chocni
- Evangelický hřbitov v Chrudimi
- Evangelický hřbitov v Jarošově
- Evangelický hřbitov v Kamenci u Poličky
- Evangelický hřbitov v Krouně
- Evangelický hřbitov v Kunčí u Slatiňan
- Evangelický hřbitov v Litětinách
- Evangelický hřbitov v Lozicích
- Evangelický hřbitov v Miřetíně
- Evangelický hřbitov v Otradově
- Evangelický hřbitov v Perálci
- Evangelický hřbitov v Poličce
- Evangelický hřbitov v Proseči u Seče
- Evangelický hřbitov v Proseči u Skutče
- Evangelický hřbitov v Přelouči
- Evangelický hřbitov v Pusté Kamenici
- Evangelický hřbitov v Rané - u Hlinska
- Evangelický hřbitov v Rychnově (obec Krouna)
- Evangelický hřbitov v Sádku (okres Svitavy)
- Evangelický hřbitov v Sezemicích
- Evangelický hřbitov ve Sloupnici
- Evangelický hřbitov ve Svratouchu
- Evangelický hřbitov v Širokém Dole
- Evangelický hřbitov v Telecím
- Evangelický hřbitov v Trnávce
- Evangelický hřbitov ve Velinách
- Evangelický hřbitov ve Voděradech (okres Ústí nad Orlicí)
- Evangelický hřbitov ve Vojtěchově

### Plzeňský kraj
- Evangelický hřbitov ve Hvozdu (okres Plzeň-sever)

### Praha
- Benický hřbitov
- Evangelický hřbitov v Karlíně
- Ruzyňský toleranční hřbitov

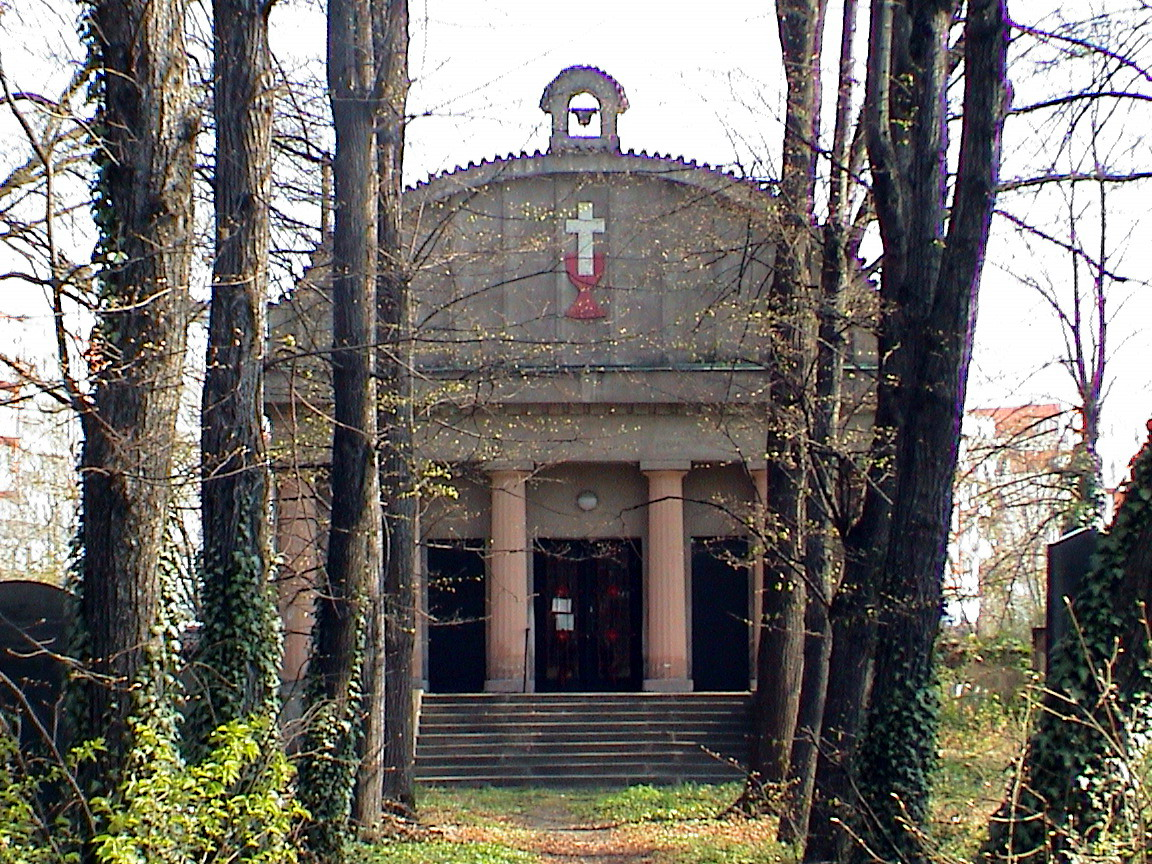
Evangelický hřbitov ve Strašnicích, kaple v užívání Československé církve husitské

- Evangelický hřbitov ve Strašnicích

### Středočeský kraj
- Evangelický hřbitov v Borči
- Evangelický hřbitov v Bošíně
- Evangelický hřbitov v Dobrovízi
- Evangelický hřbitov v Dobříči
- Evangelický hřbitov v Drobovicích
- Evangelický hřbitov v Hořátvi
- Evangelický hřbitov ve Hvozdnici
- Evangelický hřbitov v Chlebech
- Evangelický hřbitov v Chotusicích
- Evangelický hřbitov v Chržíně
- Evangelický hřbitov v Kolíně
- Evangelický hřbitov v Kovanci
- Evangelický hřbitov v Krakovanech
- Evangelický hřbitov v Křečhoři
- Evangelický hřbitov ve Kšelích
- Evangelický hřbitov v Kutné Hoře
- Evangelický hřbitov v Ledčicích
- Evangelický hřbitov v Libčicích nad Vltavou
- Evangelický hřbitov v Libenicích
- Evangelický hřbitov v Libici nad Cidlinou
- Evangelický hřbitov v Libiši
- Evangelický hřbitov v Liblicích
- Evangelický hřbitov v Lysé nad Labem
- Evangelický hřbitov v Mělnickém Vtelně
- Evangelický hřbitov v Močovicích
- Evangelický hřbitov v Nebuželích
- Evangelický hřbitov v Opatovicích u Zbýšova
- Evangelický hřbitov v Opolanech
- Evangelický hřbitov v Předhradí
- Evangelický hřbitov v Sánech
- Evangelický hřbitov v Semtěši
- Evangelický hřbitov v Senicích
- Evangelický hřbitov v Soběhrdech (změněn na obecní)
- Evangelický hřbitov ve Staré Huti
- Evangelický hřbitov v Třebohosticích
- Evangelický hřbitov ve Úhercích
- Evangelický hřbitov ve Velenicích
- Evangelický hřbitov ve Velimi
- Evangelický hřbitov ve Vysoké u Mělníka
- Evangelický hřbitov v Záboří u Kel

### Ústecký kraj
- Evangelický hřbitov v Habřině
- Evangelický hřbitov v Krabčicích
- Evangelický hřbitov v Libkovicích pod Řípem
- Evangelický hřbitov v Litvínově
- Evangelický hřbitov v Růžové
- Evangelický hřbitov v Šanově
- Evangelický hřbitov v Teplicích

### Kraj Vysočina
- Evangelický hřbitov v Blažkově
- Evangelický hřbitov v Bolešíně
- Evangelický hřbitov v Borovnici
- Evangelický hřbitov v Českých Milovech
- Evangelický hřbitov v Číhošti
- Evangelický hřbitov v Dalečíně
- Evangelický hřbitov v Dlouhém
- Evangelický hřbitov v Hlubokém
- Evangelický hřbitov v Horní Krupé
- Evangelický hřbitov v Horních Dubenkách
- Evangelický hřbitov v Horních Vilémovicích
- Evangelický hřbitov v Jimramově
- Evangelický hřbitov v Krásném
- Evangelický hřbitov v Krucemburku
- Evangelický hřbitov v Kundraticích u Rozsoch
- Evangelický hřbitov v Malči
- Evangelický hřbitov v Moravči
- Evangelický hřbitov v Moravských Křižánkách
- Evangelický hřbitov v Myslibořicích
- Evangelický hřbitov v Novém Městě na Moravě
- Evangelický hřbitov v Opatově
- Evangelický hřbitov v Prosetíně
- Evangelický hřbitov v Rovečném
- Evangelický hřbitov v Sázavce
- Evangelický hřbitov v Sázavě
- Evangelický hřbitov ve Sněžném
- Evangelický hřbitov v Sobíňově
- Evangelický hřbitov ve Spělkově
- Evangelický hřbitov ve Strměchách
- Evangelický hřbitov v Ubušíně
- Evangelický hřbitov v Unčíně
- Evangelický hřbitov ve Veselí u Dalečína
- Evangelický hřbitov ve Vilémově
- Evangelický hřbitov ve Víru
- Evangelický hřbitov ve Zvěstovicích

### Zlínský kraj
- Evangelický hřbitov v Bratřejově
- Evangelický hřbitov v Divnicích
- Evangelický hřbitov v Hošťálkové
- Evangelický hřbitov v Huslenkách
- Evangelický hřbitov v Kostelci u Holešova
- Evangelický hřbitov v Liptálu
- Evangelický hřbitov v Pozděchově
- Evangelický hřbitov v Prusinovicích
- Evangelický hřbitov v Pržně
- Evangelický hřbitov v Ratiboři u Vsetína
- Evangelický hřbitov v Růžďce
- Evangelický hřbitov v Senince
- Evangelický hřbitov ve Slavičíně
- Evangelický hřbitov ve Stříteži nad Bečvou
- Evangelický hřbitov ve Velké Lhotě u Valašského Meziříčí
- Evangelický hřbitov ve Vizovicích
- Evangelický hřbitov ve Vsetíně
- Evangelický hřbitov v Zádveřicích

#### Obecné
- Hřbitov
- Evangelický kostel

#### Evang. církve
- Českobratrská církev evangelická
- Slezská církev evangelická augsburského vyznání
- Německá evangelická církev v Čechách, na Moravě a ve Slezsku
- Evangelická církev v Rakousku (1781–1918)

#### Evang. hrobky
- Hrobka rodiny Wetekampů
- Hrobka hrabat Henckelů von Donnersmarck